# San Antonio Texas, Irapuato
San Antonio Texas är en ort i Mexiko.   Den ligger i kommunen Irapuato och delstaten Guanajuato, i den centrala delen av landet, 280 km nordväst om huvudstaden Mexico City. San Antonio Texas ligger 1 744 meter över havet och antalet invånare är 172.
Terrängen runt San Antonio Texas är en högslätt. Runt San Antonio Texas är det tätbefolkat, med 790 invånare per kvadratkilometer. Närmaste större samhälle är Irapuato, 15,6 km söder om San Antonio Texas. Trakten runt San Antonio Texas består till största delen av jordbruksmark.